# 1894 a filmművészetben

Ősfilm: Edison felvétele: Edison asszisztense tüsszent (1894)

## Események
- január 7. – W.K. Dickson szabadalmaztatja a mozgófilmet.
- január 7. – Thomas Alva Edison a Black Maria filmstúdióban filmre veszi segédje, Fred Ott tüsszentését egy Kinetoszkóppal.
- április 14. – A Kinetoszkóp első hivatalos bemutatójára került sor New Yorkban a Broadway 1155. alatt, a Holland Testvérek Mozgófilm Klubjában.
- Thomas Alva Edison kísérleteket folytat az audió felvételek mozgófilm-felvételekkel való szinkronizálására; kifejleszti a kinetofont amely összhangot próbál teremteni a kinetoszkóp és a hengeres fonográf között.
- Kinetoszkóp-néző termek nyílnak a nagyobb városokban. Ezekben a termekben több vetítő is található.

## Filmbemutatók
- Edison asszisztense tüsszent (Edison kinetoszkópos felvétele a tüsszentésről)
- Fred Ott kismadárral

## Születések
- január 3. – Zazu Pitts, amerikai színésznő († 1963)
- február 8. – King Vidor, amerikai filmrendező († 1982)
- február 14. – Jack Benny, amerikai komikus († 1974)
- május 20. – Estelle Taylor, amerikai színésznő († 1958)
- május 26. – Norma Talmadge, amerikai színésznő († 1957)
- június 16. – Norman Kerry, amerikai színész († 1956)
- július 25. – Walter Brennan, amerikai színész († 1974)
- július 27. – Mientje Kling, holland színésznő († 1966)
- szeptember 15. – Jean Renoir, rendező († 1979)
- szeptember 27. – Olive Tell, amerikai színésznő († 1951)
- október 7. – Del Lord, kanadai rendező († 1970)
- október 20. – Olive Thomas, amerikai színésznő († 1920)
- október 27. – Agda Helin, svéd színésznő († 1984)
- november 9. – Mae Marsh, amerikai színésznő († 1968)
- november 13. – Nita Naldi, amerikai színésznő († 1961)
- december 8. – Marthe Vinot, francia színésznő († 1974)

## Lásd még
- Film